# Cyanocorax yucatanicus
La chara yucateca (Cyanocorax yucatanicus) es una especie de ave paseriforme perteneciente a la familia Corvidae, los cuervos y semejantes. Su nombre común es chara yucateca también conocida como urraca mesoamericana o ch'eel (rubio, en maya yucateco).  Es cuasiendémica de la península de Yucatán, habita en Belice, Guatemala (El Petén), y sur de México (Quintana Roo, Campeche, Yucatán y Tabasco).
Su hábitat natural son los bosques secos subtropicales o tropical y los bosques antiguos degradados. Las charas yucatecas jóvenes pueden tener el plumaje blanco y el pico amarillo, conforme a la madurez adquieren la coloración negra.

## Galería

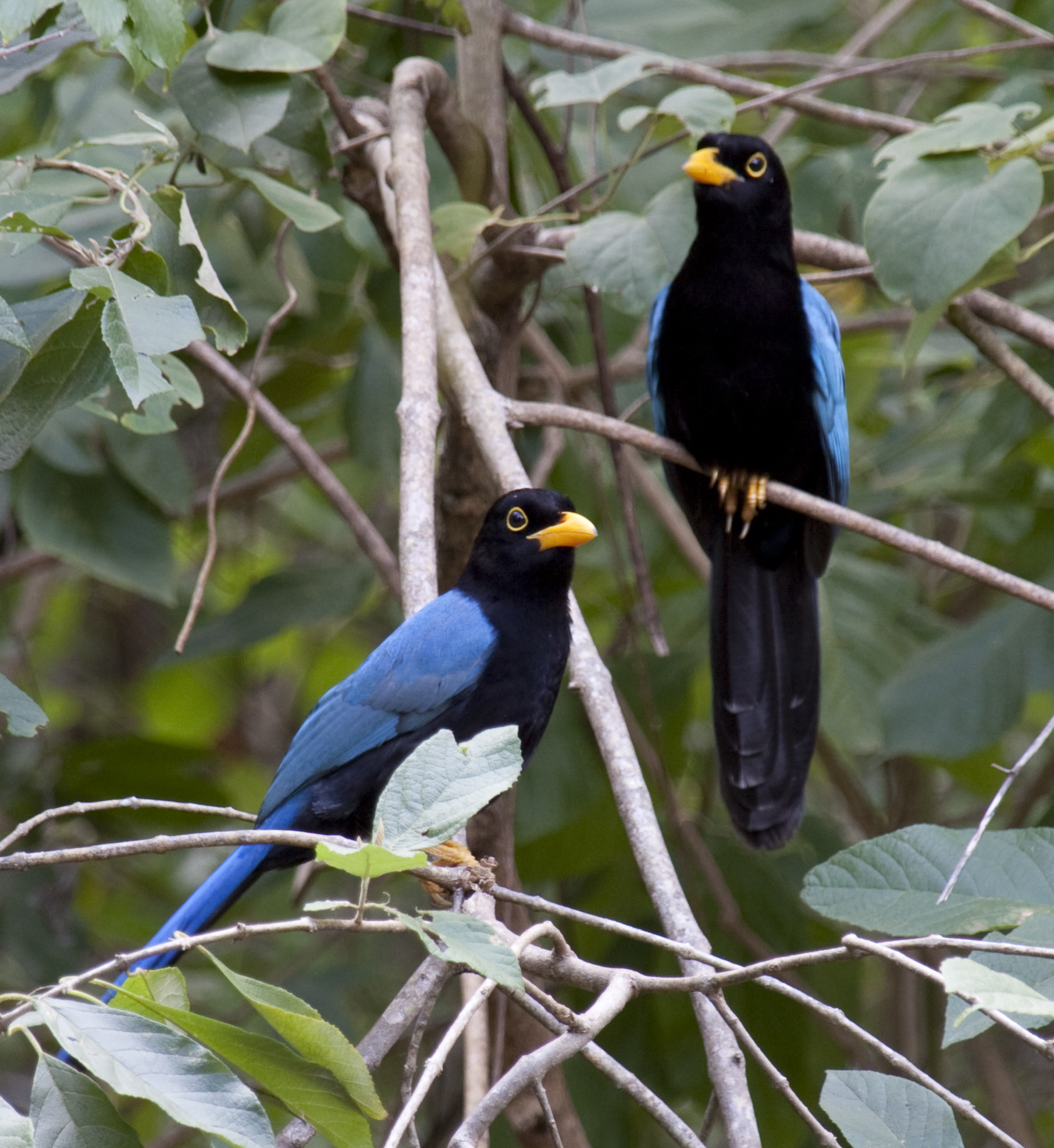